# Dominica nos Jogos Olímpicos de Verão de 2012
Dominica competiu nos Jogos Olímpicos de Verão de 2012 realizados em Londres, Reino Unido, entre 27 de Julho e 12 de Agosto de 2012.
O país será representado por 2 atletas que disputarão provas do atletismo.

## Atletismo
Masculino
| Atleta          | Evento | Largada   | Largada | Quartos-de-final | Quartos-de-final | Meias-finais | Meias-finais | Final     | Final |
| Atleta          | Evento | Resultado | Pos.    | Resultado        | Pos.             | Resultado    | Pos.         | Resultado | Pos.  |
| --------------- | ------ | --------- | ------- | ---------------- | ---------------- | ------------ | ------------ | --------- | ----- |
| Erison Hurtault | 400 m  |           |         | —                | —                |              |              |           |       |

| Atleta       | Evento | Largada   | Largada | Quartos-de-final | Quartos-de-final | Meias-finais | Meias-finais | Final     | Final |
| Atleta       | Evento | Resultado | Pos.    | Resultado        | Pos.             | Resultado    | Pos.         | Resultado | Pos.  |
| ------------ | ------ | --------- | ------- | ---------------- | ---------------- | ------------ | ------------ | --------- | ----- |
| Luan Gabriel | 200 m  |           |         | —                | —                |              |              |           |       |